# Lingua careliana
La lingua careliana o careliano (nome nativo: karjalan kieli; in russo: карельский язык, karel’skij jazyk) è una lingua baltofinnica parlata in Russia e Finlandia nella regione storica della Carelia.

## Distribuzione geografica
Secondo Ethnologue il careliano è parlato da 35.000 persone in Russia, nella Repubblica di Carelia e negli oblast' di Leningrado, di Murmansk e di Tver'. Altri 10 000 locutori si trovano in Finlandia distribuiti tra Carelia Meridionale, Carelia Settentrionale e provincia di Oulu.

## Dialetti
Il careliano si divide in tre dialetti principali:
- careliano proprio
  - careliano di Viena (careliano settentrionale)
  - careliano meridionale
- livvi (careliano di Aunus, oloneziano)
  - livvi di Konduša
  - livvi di Kotkatjärvi
  - livvi di Nekkula
  - livvi di Riipuškala
  - livvi di Säämäjärvi
  - livvi di Tulemajärvi
  - livvi di Videl
  - livvi di Vieljärvi
- ludo
  - ludo settentrionale (ludo di Kondupohju)
  - ludo centrale (ludo di Priäžü)
  - ludo meridionale (ludo di Kuujärv).